# Pan Yuqing
Pan Yuqing – chińska judoczka.
Brązowa medalistka mistrzostw świata w drużynie w 1998. Startowała w Pucharze Świata w 1999 i 2002. Brązowa medalistka igrzysk azjatyckich w 2002. Mistrzyni Azji w 2008. Wicemistrzyni uniwersjady w 2003 roku.